# Козлов, Анатолий Васильевич
Анатолий Васильевич Козлов (род. 23 февраля 1955, Таранай, Сахалинская область) — советский тяжелоатлет, чемпион СССР (1977), чемпион Европы (1977), чемпион мира (1977), шестикратный рекордсмен мира. Заслуженный мастер спорта СССР (1977).

## Биография
Родился 23 февраля 1955 года в посёлке Таранай Анивского района Сахалинской области. Начал заниматься тяжёлой атлетикой в Аниве у Ивана Дмитриева. После окончания школы поступил на физико-математический факультет Южно-Сахалинского государственного педагогического института. Через полтора года перевёлся в Сахалинское мореходное училище и переехал в Холмск, где продолжил тренироваться под руководством Николая Мамыкина.
В 1977 году выиграл чемпионат СССР в Ростове-на-Дону, дважды побив по ходу этого турнира мировые рекорды в рывке и сумме двоеборья. После этого успеха был включён в состав сборной СССР на чемпионате мира и Европы в Штутгарте, где в упорной борьбе с восточногерманским атлетом Гельмутом Лошем выиграл золотые медали.
После завершения спортивной карьеры вернулся в Таранай. Помогал в подготовке своего сына Василия (род. 1982), который также серьёзно занимался тяжёлой атлетикой, в 2012 году получил звание Мастер спорта России по этому виду спорта.